# Сенегальская лопастная черепаха
Сенегальская лопастная черепаха (лат. Cyclanorbis senegalensis) — вид черепах из семейства трёхкоготных черепах. Эндемик Африки.

## Ареал
Сенегальская лопастная черепаха встречается в Бенине, Буркина-Фасо, Камеруне, Центральноафриканской Республике, Чаде, Кот-д’Ивуаре, Эфиопии, Гамбии, Гане, Гвинее-Бисау, Либерии, Мали, Нигере, Нигерии, Сенегале, Сьерра-Леоне, Южном Судане, Судане и Того.

## Места обитания
Предпочтительными естественными местами обитания сенегальской лопастной черепахи являются пресноводные водно-болотные угодья в саванне.

## Внешний вид
Длина карапакса этого вида может достигать 35 см. Голова оливковая, с многочисленными белыми точками. Карапакс оливковый, однородный или с небольшими темными пятнами. У детенышей на карапаксе продольные ряды мелких бугорков. Пластрон желтоватый, покрытый коричневым налетом. Мозоли на пластроне мелкозернистые.

## Питание
Сенегальская лопастная черепаха охотится на головастиков, других земноводных и рыб. У крупных взрослых особей челюсти достаточно сильные, чтобы также есть пресноводных моллюсков.